# نهف
النهف، الجنيبات العشبية (الاسم العلمي: Flueggea)، جنس شجيرات وأشجار من فصيلة أملجية، وصف لأول مرة على أنه جنس في عام 1806. تنتشر أنواعه في معظم أنحاء آسيا وإفريقيا والجزر المحيطية المختلفة، مع وجود عدد قليل من الأنواع في أمريكا الجنوبية وشبه الجزيرة الأيبيرية.